# Route impériale 202
De Route impériale 202 of D'Amsterdam à Texel (Van Amsterdam naar Texel) was een Route impériale in Nederland. De route is opgesteld per keizerlijk decreet in 1811 en lag toen geheel binnen het Franse Keizerrijk. Na de val van Napoleon Bonaparte kwam de route buiten Frankrijk te liggen en verviel het nummer. 

## Route
De route liep vanaf Amsterdam via Haarlem en Alkmaar naar Den Helder. Tegenwoordig lopen over dit traject de N200, N208, N203, N9 en N250.